# Chiesa di Sant'Ambrogio (Verdellino)
La chiesa di Sant'Ambrogio è la parrocchiale di Verdellino, in provincia e diocesi di Bergamo; fa parte del vicariato di Spirano-Verdello.

## Storia
La prima citazione di un oratorio a Verdellino risale all'anno 975, che era filiale della pieve di Pontirolo.
Nel 1566 questa chiesa venne aggregata alla vicaria di Mariano e sul finire del secolo invece risultava essere inserita nel vicariato di Verdello.
Il 13 novembre 1786 papa Pio VII autorizzò la cessione della chiesa dall'arcidiocesi di Milano alla diocesi di Bergamo; tale variazione entrò in vigore l'anno successivo.
Nella guida della diocesi di Bergamo del 1861 si legge che la chiesa, compresa nel vicariato di Verdello, aveva come filiali gli oratori della Natività di Maria Vergine e di San Rocco Confessore, che il clero a servizio della cura d'anime era costituito dal parroco, dal coadiutore e da due cappellani, e che i fedeli ammontavano a 1020.
Nel 1890 venne edificata la nuova parrocchiale, disegnata da Virginio Muzio; l'edificio andò ad inglobare parte dell'antica chiesa e fu consacrato il 9 settembre 1899 dal vescovo Gaetano Camillo Guindani. Nel frattempo, nel 1892 la torre campanaria aveva subito un intervento di restauro.
Tra il 1955 e il 1956 la facciata dell'edificio fu restaurata: il 28 giugno 1971 la parrocchia entrò a far parte della neo-costituita zona pastorale XVII, per poi venir aggregata al vicariato di Spirano-Verdello il 27 maggio 1979.
Nel 1981 iniziò un intervento di ristrutturazione degli intonaci e dell'esterno, che venne portato a termine l'anno dopo.

## Descrizione

### Facciata
La facciata è suddivisa orizzontalmente da delle cornici marcapiano in tre registri, scanditi da lesene e da controlesene; l'ordine inferiore presenta il portale d'ingresso, sormontato da un timpano spezzato di forma semicircolare e due nicchie ospitanti altrettante statue di santi, quello intermedio è caratterizzato da un finestrone centrale e da altre due nicchie con statue, infine quello superiore, che s'innalza solo in corrispondenza della parte centrale, è sormontato da una cimasa sopra la quale è collocata una statua avente come soggetto Sant'Ambrogio.

### Interno
L'interno della chiesa è ad un'unica navata, composta da sette campate scandite da lesene d'ordine corinzio, sopra le quali si imposta la volta a botte; la prima campata presenta l'accesso a un ripostiglio e il fonte battesimale, la seconda due confessionali, la terza due statue, la quinta gli altari laterali del Sacro Cuore e della Beata Vergine del Rosario, nella quinta si aprono gli ingressi laterali, la sesta è caratterizzata dagli altari di San Giuseppe e della Beata Vergine Addolorata, mentre nella settima vi sono le porte d'accesso alla canonica e alla sagrestia.
La chiesa ospita il dipinto Cena in casa di Simone il fariseo della metà del Settecento opera di Giovanni Raggi.